# Frocourt
 Frocourt  es una comuna y población de Francia, en la región de Picardía, departamento de Oise, en el distrito de Beauvais y cantón de Auneuil.
Su población en el censo de 1999 era de 514 habitantes.
Está integrada en la Communauté d'agglomération du Beauvaisis.

## Demografía
| 177 | 171 | 186 | 300 | 534 | 514 |
| Para los censos de 1962 a 1999 la población legal corresponde a la población sin duplicidades (Fuente: INSEE [Consultar]) |     |     |     |     |     |